# Ypsolopha flavistrigella
Ypsolopha flavistrigella là một loài bướm đêm thuộc họ Ypsolophidae. Nó chỉ được biết đến từ phần phía nam của Hoa Kỳ (Texas, California, Utah và Colorado), nhưng cũng được ghi nhận từ Alberta.
Sải cánh dài khoảng 23 mm. Con trưởng thành bay từ tháng 5 đến beginning of tháng 10.
Ấu trùng ăn lá các loài Salix.